# Daphné Dayle
Daphné Dayle est une actrice française née en 1942 à Paris.

## Biographie
Danseuse au Ballet Cuevas, Daphné Dayle a vu sa carrière au cinéma limitée à trois films dans lesquels elle a été la partenaire d'Eddie Constantine au début des années 1960.
D'après L'Aurore, elle serait la première française à s'être montrée dans une piscine parisienne seins nus et en maillot "deux pièces moins une", tel qu'est surnommé le monokini à ses débuts.

## Filmographie
- 1963 : Des frissons partout de Raoul André : Barbara
- 1964 : Laissez tirer les tireurs de Guy Lefranc : Élisabeth
- 1964 : Nick Carter va tout casser : Catherine